# Víctor Pérez (regista)
Víctor Raúl Pérez Raya (Cordova, 11 febbraio 1981) è un regista, effettista e attore spagnolo.

## Biografia
Originario di Lucena in Spagna, ha iniziato ad appassionarsi alla fotografia all'età di sei anni. Si è poi dedicato alla computer grafica — svolgendo anche piccoli lavori come grafico sin dall'età di 16 anni — ed ha iniziato a studiare da attore, dapprima in una scuola di teatro del paese natale quindi nella Escuela Superior de Arte Dramático di Malaga, dove si è diplomato nel 2004. Il suo debutto nel cinema è in El camino de los ingleses di Antonio Banderas del 2006.
Si è poi trasferito in Italia, decidendo di abbandonare la recitazione e di iscriversi all'Accademia dell'Immagine dell'Aquila. Nel sisma del 2009, Pérez è sopravvissuto al crollo della sua abitazione ed è stato costretto a trasferirsi a Londra, studiando effetti visivi agli Escape Studios. Ha quindi lavorato per alcune produzioni hollywoodiane come Harry Potter e i Doni della Morte e 127 ore (2010), Pirati dei Caraibi - Oltre i confini del mare (2011), Il cavaliere oscuro - Il ritorno (2012), In trance (2013), Rogue One: A Star Wars Story (2016) e molte altre.
Nel 2015 ha inoltre debuttato come regista con il cortometraggio Another Love, ricevendo numerosi premi. Nel 2017 ha diretto il cortometraggio Echo, interamente girato con la tecnica del green screen. In entrambi i casi, Pérez è stato anche produttore, sceneggiatore e effettista.
Nel 2019 ha vinto il premio David di Donatello nella categoria Migliori effetti speciali visivi con il film Il ragazzo invisibile - Seconda generazione (2018) di Gabriele Salvatores.

## Filmografia[4]

### Regista
- Echo – cortometraggio (2017)
- Another Love – cortometraggio (2015)

### Effettista
- I Fantastici Quattro - Gli inizi (The Fantastic Four: First Steps), regia di Matt Shakman (2025)
- Napoli - New York, regia di Gabriele Salvatores (2024)
- Tutto il mio folle amore, regia di Gabriele Salvatores (2019)
- Il ragazzo invisibile - Seconda generazione, regia di Gabriele Salvatores (2018)
- Echo, cortometraggio, regia di Víctor Pérez (2017)
- Rogue One: A Star Wars Story, regia di Gareth Edwards (2016)
- Another Love, cortometraggio, regia di Víctor Pérez (2015)
- Top 10 Natural Disasters - film TV (2013)
- In trance, regia di Danny Boyle (2013)
- Un giorno devi andare, regia di Giorgio Diritti (2013)
- Les Misérables, regia di Tom Hooper (2012)
- Viaje a Surtsey, regia di Javier Asenjo e Miguel Ángel Pérez (2012)
- Total Recall - Atto di forza, regia di Len Wiseman (2012)
- The Bourne Legacy, regia di Tony Gilroy (2012)
- Il cavaliere oscuro - Il ritorno, regia di Christopher Nolan (2012)
- John Carter, regia di Andrew Stanton (2012)
- 40 Years, cortometraggio, regia di Russell Appleford (2011)
- Knockout - Resa dei conti, regia di Steven Soderbergh (2011)
- Will, regia di Ellen Perry (2011)
- Il generale Della Rovere – film TV (2011)
- Harry Potter e i Doni della Morte - Parte 2, regia di David Yates (2011)
- Pirati dei Caraibi - Oltre i confini del mare, regia di Rob Marshall (2011)
- This is my Land... Hebron, documentario, regia di Giulia Amati e Stephen Natanson (2010)
- Harry Potter e i Doni della Morte - Parte 1, regia di David Yates (2010)
- 127 ore, regia di Danny Boyle (2010)
- Reiki, regia di Pedro Chaves (2009)

### Attore
- Another Love, cortometraggio, regia di Víctor Pérez (2015)
- Project Kronos, cortometraggio, regia di Hasraf Dulull (2013)
- El camino de los ingleses, regia di Antonio Banderas (2006)

## Riconoscimenti
- David di Donatello
  - 2019 – Migliori effetti speciali visivi per Il ragazzo invisibile - Seconda generazione
  - 2025 – Migliori effetti speciali visivi per Napoli - New York